# Робот из Шервуда
«Ро́бот из Ше́рвуда» (англ. Robot of Sherwood) — третья серия восьмого сезона британского научно-фантастического телесериала «Доктор Кто». Премьера серии состоялась 6 сентября 2014 года на канале BBC One.

## Сюжет
Доктор считает Робина Гуда выдумкой, но по просьбе Клары направляет ТАРДИС в средневековый Шервудский лес, где обнаруживает вполне реального Робина и его весёлую компанию лесных разбойников. Но Доктору всё кажется ненастоящим — слишком много зелени для английской осени, слишком весел Робин; Доктор ищет подвох в происходящем и, конечно, находит.
Доктор и Робин принимают участие в соревновании на звание лучшего стрелка, которое устраивает шериф в Ноттингемском замке. Внезапно выясняется, что на службе у шерифа состоят не просто рыцари, а роботы с космического корабля, спрятанного в замке; а золото шериф собирает для того, чтобы починить этот корабль. Доктор уверен, что старт корабля при недостаточной мощности двигателей представляет угрозу не только Ноттингему, но и уничтожит половину Англии. Теперь, чтобы спасти Англию, Доктору придётся сразиться с роботами, Робину — с шерифом, а Кларе нужно проявить и мудрость, и хитрость.
Когда Доктор заглядывает в файлы космического корабля, он видит, что первоначальным пунктом его назначения является «земля обетованная», что является отсылкой к сюжетной арке восьмого сезона.

## Съёмки
Съёмка эпизода происходила в Fforest Fawr 15 апреля 2014 года,, а потом в замке Кайрфилли 17 апреля 2014 года.
Первоначально в сценарий входила сцена с обезглавливанием шерифа-киборга; но в связи с недавними убийствами американских журналистов Джеймса Фоли и Стивена Сотлоффа боевиками группировки «Исламское государство Ирака и Леванта» Би-би-Си решила в итоге не включать подобную сцену в серию «Доктора Кто».

### Подбор актёров
Тревор Купер, который в этой серии играет монаха Тука, играл Такиса в 22 «классическом» сезоне этого телесериала (серия «Revelation of the Daleks»). Иэн Халлард сыграл здесь Алана-из-лощины, а ранее в «Приключении в пространстве и времени» он предстал в образе Ричарда Мартина — режиссёра, который снимал «Доктора Кто» в 1963—1965 годах. В роли шерифа Ноттингемского снялся известный британский комический актёр Бен Миллер.